# Rajkány
Rajkány románul: Răicani, falu Romániában, Erdélyben, Fehér megyében. Közigazgatásilag Alsógáld községhez tartozik.

## Fekvése
Gyulafehérvártól északra, Csáklya (Cetea) mellett fekvő település.

## Története
Rajkány 1913-ban Csáklya tartozéka  volt. 1956 körül vált külön, ekkor 151 lakosa volt.
1966-ban 83, 1977-ben 61, 1992-ben 46, a 2002-es népszámláláskor pedig 31 román lakosa volt.